# مارین دان
مارین دان (انگلیسی: Marin Dan؛ زادهٔ ۳۰ august ۱۹۴۸ (۷۶ سال)) ورزشکار هندبال اهل رومانی است.
وی در مسابقات کشوری و بین‌المللی در مجموع برندهٔ ۱ مدال طلا، ۱ مدال برنز شده‌است.